# (1744) Harriet
(1744) Harriet – planetoida z pasa głównego planetoid okrążająca Słońce w ciągu 3 lat i 121 dni w średniej odległości 2,23 au. Została odkryta 24 września 1960 roku przez Cornelisa i Ingrid van Houtenów na płytach Palomar Schmidt wykonanych przez Toma Gehrelsa. Nazwa planetoidy pochodzi od imienia żony Paula Hergeta, amerykańskiego astronoma. Przed nadaniem nazwy planetoida nosiła oznaczenie tymczasowe (1744) 6557 PL.